# 六分儀座矮橢球星系
六分儀座矮星系屬於矮橢球星系，位在六分儀座，距離地球290000 ± 30000 ly ，是在1990年發現，第八個環繞銀河系的衛星星系。